# Mirosław Hermaszewski
Mirosław Hermaszewski (n. 15 septembrie 1941, Lipniki, Wołyń Voivodeship⁠(d), RSS Ucraineană, URSS – d. 12 decembrie 2022, Varșovia, Polonia) a fost primul și singurul cosmonaut polonez, fiind decorat cu ordinul Erou al Uniunii Sovietice și avansat succesiv până la gradul de general al Forțelor Armate ale Poloniei.

## Biografie
S-a născut într-o familie de moșieri din satul Lipniki, aflat în regiunea Volânia. Tatăl său, Roman Hermaszewski, era unul dintre conducătorii mișcării de rezistență poloneză din localitate. În martie 1943 localitatea a fost incendiată de către Armata Insurecțională Ucraineană și de membrii unui grup neorganizat din satele vecine, fiind omorâtă o parte a populației poloneze. Tot atunci au murit și câțiva membri ai familiei viitorului cosmonaut, iar bunicul acestuia a fost de șapte ori străpuns în piept cu baioneta. În timpul atacului naționalist ucrainean, Mirosław, care avea abia 1,5 ani, a fost pierdut în zăpadă de mama sa și găsit abia spre dimineață de tatăl și fratele său mai mare, care, la început, l-au crezut înghețat. Roman Hermaszewski, tatăl lui Mirosław, a fost omorât în august 1943 de un naționalist ucrainean.
În 1964 Mirosław Hermaszewski a absolvit Școala Militară de Ofițeri de Aviație din Dęblin, iar în 1971 - Academia Militară de Stat Major din Varșovia. Selectat pentru a participa la zborul comun sovieto-polonez din cadrul programului Interkosmos, a urmat începând din decembrie 1976 cursurile de pregătire pentru zbor de la Centrul de pregătire a cosmonauților „Iuri Gagarin”. A zburat în spațiul cosmic în perioada 27 iunie - 5 iulie 1978, în calitate de cosmonaut-cercetător pe nava „Soiuz-30” și pe stația orbitală «Saliut-6» (cu care s-a făcut ulterior joncțiunea). Durata zborului a fost de 7 zile, 22 ore, 2 minute și 59 secunde.
În anul 1981, după anunțarea legii marțiale în Polonia, a devenit membru al Sfatului militar al Salvării Naționale (ulterior, Hermaszewski a afirmat că nu și-a dat acordul, ci a îndeplinit doar ordinele comandanților).
În 1982 a absolvit Academia Militară de Stat Major „Kliment Voroșilov” din Moscova. În același an a fost numit director al Școlii poloneze de aviație „Școala vulturașilor”. Apoi, a îndeplinit funcția de director-adjunct al conducerii politice a Armatei Poloneze până în anul 1988, când cadrele politice din Armata Poloneză au fost reduse.
La 9 mai 1987, aflându-se în zbor cu avionul PZL TS-11 Iskra, a fost martor al catastrofei aviatice de pe ruta Varșovia - New-York.
În perioada anilor 1988-1991 a fost comandant al Școlii Superioare de Aviație din Dęblin. În anul 2000 a fost trecut în rezervă cu gradul de general de brigadă, ocupându-se de popularizarea cosmonauticii.